# Fonni
Fonni (sardisk: Onne) er en by og en kommune (comune) i provinsen Nuoro i regionen Sardinien i Italien. Byen ligger i 1000 meters højde og har 3.944 indbyggere (2016). Kommunen har et areal på 112,27 km² og grænser til kommunerne Desulo, Gavoi, Lodine, Mamoiada, Orgosolo, Ovodda og Villagrande Strisaili.